# Bajram Kelmendi
Bajram Kelmendi, född  1937, död 24 mars 1999, var en kosovansk jurist.
Vid 18 års ålder hölls han i fängslig förvar för att ha framfört kritik mot utdrivningen av kosovoalbaner till Turkiet (se artikeln Deportering av albaner). Efter frigivningen läste han juridik och blev jurist. Han var en av grundarna av Pristinas råd för fri- och mänskliga rättigheter. Kelmendi la in en anmälan mot Slobodan Milošević hos Internationella domstolen för brott mot mänskligheten och för brott i Kosovo. I mars 1999 stormades hans hem av serbiska styrkor och han hittades död vid en gasstation utanför Pristina dagen efter.